# مخلفات إلكترونية

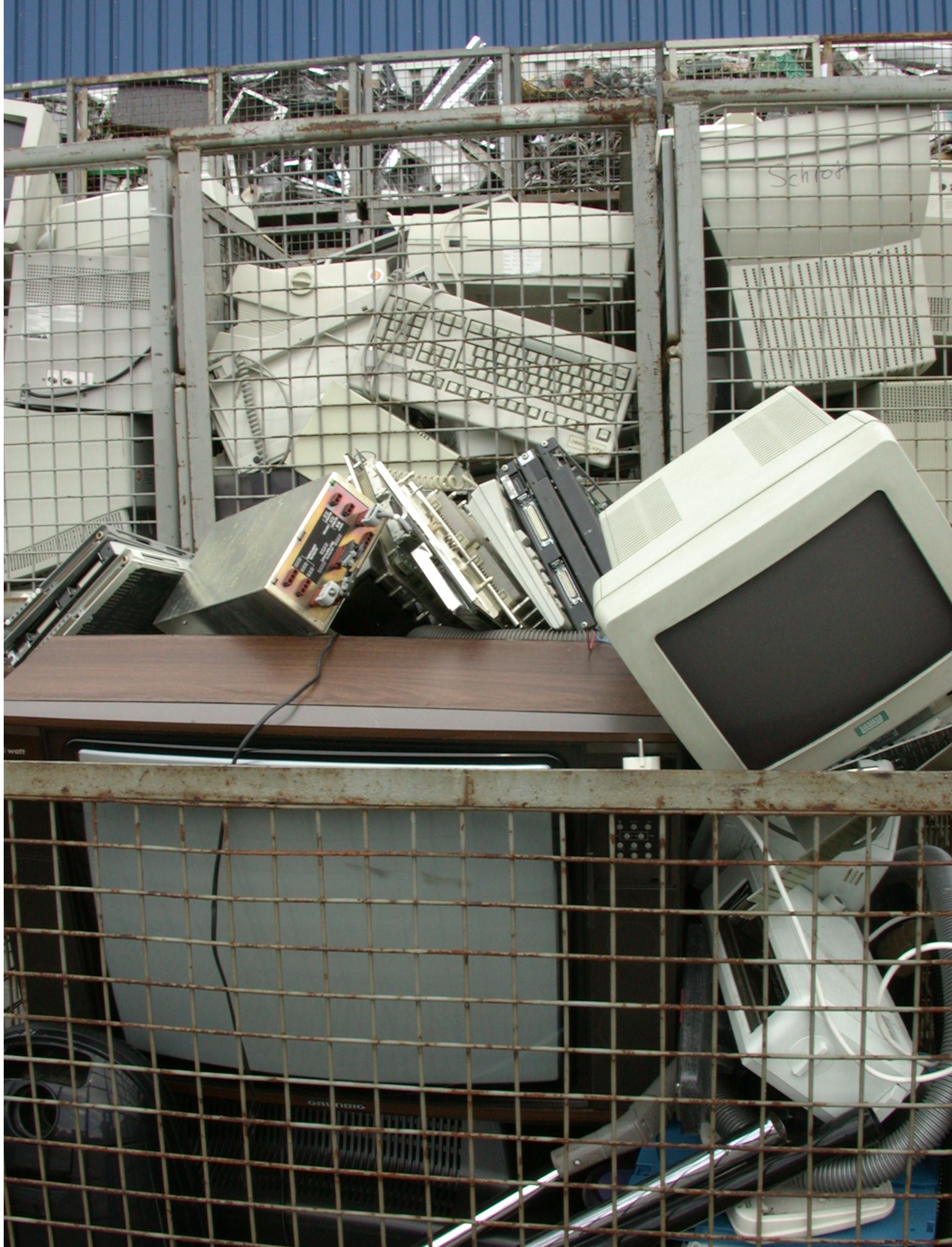
المخلفات إلكترونية

المخلفات الالكترونية أو النفايات الالكترونية ويطلق عليها باللغة الإنجليزية (E-WASTE) هي نتاج استهلاك المعدات والأجهزة الالكترونية التي أصبحت اليوم تشكل قضية بيئية عالمية، حيث بلغت حجم النفايات الالكترونية في كل عام ما بين 20 إلى 50 مليون طن في جميع أنحاء العالم والتي تشكل خطرًا كبيرًا على صحة الإنسان والبيئة.
ومن الالكترونيات الأكثر استخداما في حياتنا اليومية: التلفزيون، الكمبيوتر المحمول وتوابعه (طابعة، كاميرا رقمية، ماسح ضوئي) الهواتف النقالة، الأجهزة اللوحية، البطاريات، الفاكس والأجهزة المنزلية (الثلاجة، الميكروويف) وغيرها.

## التعريف
تنتج المخلفات الإلكترونية عند رمي الإلكترونيات بعد أن ينتهي عمرها الإنتاجي. تتوسع التكنولوجيا بإيقاع سريع في المجتمع المتوجه نحو الاستهلاك وينجم عن ذلك كميات كبيرة من المخلفات الإلكترونية على مدار الساعة. يصنّف «توجيه النفايات الكهربائية والأجهزة الإلكترونية الأوروبي» النفايات ضمن عشر فئات: الأجهزة المنزلية الكبيرة (بما فيها أجهزة التبريد والتجميد)، والأجهزة المنزلية الصغيرة، ومعدات تكنولوجيا المعلومات (بما فيها الشاشات)، وإلكترونيات المستهلكين (بما فيها التلفازات)، والمصابيح وأجهزة الإضاءة، والألعاب، والأدوات، والأجهزة الطبية، وأدوات المراقبة والتحكم، والموزعات الآلية. يشمل الأمر الإلكترونيات المستخدمة التي يُفترض إعادة استخدامها، أو بيعها، أو جعلها خردة، أو التخلص منها، بالإضافة إلى الأجهزة القابلة لإعادة الاستخدام (مثل الإلكترونيات التي تعمل وتلك القابلة للإصلاح)، والمواد الخام الثانوية (مثل النحاس، والمعدن، والبلاستيك، وغيرها).
يُستخدم مصطلح «مخلفات» للنفايات أو المواد التي يتخلص منها المشتري بدلًا من أن يعيد تدويرها، ويشمل ذلك النفايات المتبقية من عمليات إعادة الاستخدام وإعادة التدوير، وهذا لأن كميات فائضة من الإلكترونيات تُخلط على نحو متكرر (الجيدة، والقابلة لإعادة التدوير، وغير القابلة لإعادة التدوير). يستخدم العديد من مؤيدي السياسة العامة مصطلح «المخلفات الإلكترونية» و«النفايات الإلكترونية» بشكل واسع على كل الإلكترونيات الفائضة. تُعد أنابيب الأشعة المهبطية من أصعب الأنواع لإعادة التدوير.
من جهة أخرى، تصنّف شراكات قياس تكنولوجيا تنمية المعلومات والاتصالات المخلفاتِ الإلكترونية ضمن ست فئات: (1) معدات تبادل الحرارة (مثل أجهزة التكييف والتجميد) و (2) الشاشات وأجهزة العرض (مثل أجهزة التلفاز والكمبيوترات المحمولة) و (3) المصابيح (مصابيح الثنائي الباعث للضوء) و (4) المعدات الضخمة (مثل الغسالات والمواقد الإلكترونية) و (5) المعدات الصغيرة (مثل أفران الميكروويف وآلات الحلاقة الإلكترونية) و (6) معدات تكنولوجيا المعلومات والاتصالات الصغيرة (مثل الهواتف المحمولة والطابعات). تتفاوت المنتجات في كل فئة وفقًا لطول العمر، والتأثير، وطريقة التجميع، بالإضافة إلى فوارق أخرى.
تحوي أنابيب الأشعة المهبطية تركيزًا مرتفعًا نسبيًا من الرصاص والمادة الفوسفورية (يجب عدم الخلط بينها وبين الفوسفور) الضروريين للعرض. تُصنف وكالة حماية البيئة الأمريكية شاشات أنابيب الأشعة المهبطية ضمن خانة «المخلفات المنزلية الخطيرة»، لكنها تعتبر الأنابيب المخصصة للاختبارات سلعًا إن لم يتم التخلص منها، أو إن تُركت تتراكم بفوضى، أو إن تركت غير محمية من الطقس والعوامل المؤذية الأخرى. غالبًا ما يجري الخلط بين أجهزة أنابيب الأشعة المهبطية وأجهزة تلفاز العرض الخلفي بوساطة المعالجة الرقمية للضوء، إذ يتكون كلا النوعين من مواد مختلفة ما يجعل عملية إعادة التدوير مختلفة أيضًا.
يشغّل الاتحاد الأوروبي والدول الأعضاء فيه نظامًا من خلال دليل النفايات الأوروبي، وهو توجيه المجلس الأوروبي الذي يُعدّ «قانون الدول الأعضاء». في المملكة المتحدة، يتخذ ذلك شكل قائمة توجيه النفايات. على أي حال، تُقدم هذه القائمة (ودليل النفايات الأوروبي) تعريفًا واسعًا (قانون دليل النفايات الأوروبي16 02 13*) لماهية المخلفات الإلكترونية الخطرة، ويتطلب «مشغلي المخلفات» لتطبيق تنظيمات المخلفات الخطرة (الملحق 1إيه، والملحق 1بي) لتنقيح التعريف. تقتضي المواد المركبة للمخلفات تقييمًا بوساطة مزيج من الملحقين الأول والثالث للسماح للمشغلات بالتحديد الإضافي بخصوص كون المخلفات خطرة أم لا.
يستمر الجدال بشأن التمييز بين تعريفَي «الإلكترونيات السلعية» و«المخلفات الإلكترونية». تطال التهم بعض المُصدّرين لتركهم المقصود المعداتِ التي يصعب تدويرها، أو التي فات أوانها، أو التي يتعذر إصلاحها، مختلطةً مع كميات كبيرة من المعدات التي تعمل (رغم إمكانية حدوث ذلك بسبب الجهل أو لتجنب عمليات المعالجة المكلفة جدًا). قد يوسع الحمائيون تعريف «المخلفات الإلكترونية» لحماية الأسواق المحلية من تشغيل المعدات الثانوية.
قد تساعد القيمة المرتفعة لمجموعة إعادة تدوير الحاسوب للمخلفات الإلكترونية (الحواسيب المحمولة التي تعمل وتلك القابلة لإعادة الاستخدام، والحواسيب المكتبية، والمكونات مثل ذاكرة الوصول العشوائي) في دفع تكلفة نقل عدد أكبر من القطع عديمة الفائدة، وذلك مقارنة بما يمكن تحقيقه مع شاشات العرض التي تتمتع بقيمة خردة أقل (أو ربما سلبية). جاء في تقرير عام 2011، وأفادت الأمم المتحدة في نوفمبر 2023 بأن المستهلكين يرمون أو يمتلكون سنوياً سلعاً إلكترونية تالفة تحتوي على مواد خام ضرورية للتحول إلى الطاقة الخضراء تبلغ قيمتها 10 مليارات دولار.«تقييم بلد النفايات الإلكترونية غانا»، أن 215 ألف طن من الإلكترونيات المستوردة إلى غانا كان منها 30% معدات جديدة بالكامل و70% معدات مستخدمة. خلصت الدراسة إلى أن 15% من المنتجات المستخدمة لم يُعد استخدامها وأصبحت خردة أو تم التخلص منها. يتعارض هذا الأمر مع الادعاءات المنشورة غير الموثوقة التي تقول إن 80% من الواردات إلى غانا قد حُرقت ضمن ظروف بدائية.

## كمية المخلفات الإلكترونية في أرجاء العالم
تُعد المخلفات الإلكترونية «خط النفايات الأسرع نموًا في العالم» مع 44.7 مليون طن مُنتج في عام 2016، وهو ما يعادل 4500 واحدًا من برج إيفل. في عام 2018، نقلت التقارير وجود 50 مليون طن تقريبًا من المخلفات الإلكترونية، ومن هنا استوحى الاتحاد الأوروبي اسم «تسونامي المخلفات الإلكترونية»، وتبلغ قيمة هذه المخلفات على الأقل 62.5 مليار دولار أميركي سنويًا.
هناك فائض سريع النمو من المخلفات الإلكترونية حول العالم وسببه هو التغيرات السريعة في التكنولوجيا، والتغيرات في الإعلام (الأشرطة، والبرمجيات، وملفات تشغيل الصوت إم بي ثري)، وانهيار الأسعار، والتقادم المخطط. الحلول التقنية متوافرة، لكن يجب في معظم الحالات تنفيذ إطار قانوني، وتجميع، ولوجستيات، وخدمات أخرى قبل تطبيق الحل التقني.
تتمتع وحدات العرض (شاشات أنبوب الأشعة المهبطية، وشاشات الثنائي الباعث للضوء، وشاشات العرض البلوري السائل)، والمعالجات (رقائق وحدة المعالجة المركزية، ورقائق وحدة معالجة الرسوميات، ورقائق وحدة الطاقة الاحتياطية)، والذاكرة (ذاكرة الوصول العشوائي الساكنة وذاكرة الوصول العشوائي الديناميكية) ومكونات الصوت، بأعمار استخدام مختلفة. تصبح المعالجات قديمة كل فترة (لأن البرامج لم تعد متوافقة معها) وعلى الأرجح أن تصبح «مخلفات إلكترونية» بينما تُبدل وحدات العرض في غالب الأحيان وهي تعمل دون أي محاولات للإصلاح، وهذا بسبب تغير رغبات الأمم الثرية التي تتجه نحو تكنولوجيا العرض الجديدة. يمكن حل هذه المشكلة بوساطة الهواتف الذكية التركيبية وأجهزة فون بلوكس. تتميز هذه الهواتف بأنها أكثر مقاومة، وبالإمكان تغيير أجزاء معينة منها ما يجعلها أكثر ملاءمة للبيئة. ستنخفض المخلفات الإلكترونية لأنه من السهل استبدال الجزء المعطل من الهاتف. يُنتَج سنويًا ما يبلغ نحو 50 مليون طن من المخلفات الإلكترونية. ترمي الولايات المتحدة الأمريكية 30 مليون حاسوب سنويًا بينما تتخلص أوروبا من 100 مليون هاتف سنويًا. تُقدر وكالة الحماية البيئية أن 15 – 20% فقط من هذه المخلفات قابل لإعادة التدوير، أما بقية هذه الإلكترونيات فتذهب مباشرة إلى مكبات النفايات والمحارق.
في عام 2006، قدّرت الأمم المتحدة كمية المخلفات الإلكترونية عالميًا بأنها 50 مليون طن متري في كل عام. جاء في تقرير لبرنامج الأمم المتحدة بعنوان «إعادة التدوير من المخلفات الإلكترونية إلى الموارد» أن كمية المخلفات الإلكترونية المنتجة سنويًا -بما فيها من أجهزة هواتف محمولة وحواسيب- قد ترتفع بمقدار 500 ضعف خلال العقد القادم في بعض البلدان مثل الهند. تُعتبر الولايات المتحدة الأمريكية القائد العالمي في إنتاج المخلفات الإلكترونية، فترمي سنويًا نحو 3 ملايين طن منها. تأتي الصين في المركز الثاني بعد الولايات المتحدة الأمريكية بإنتاج محلي يبلغ نحو 2.3 مليون طن سنويًا (وفقًا لتقديرات عام 2010). على الرغم من أن الصين قد منعت استيراد المخلفات الإلكترونية، فإنها تبقى مكبًا للمخلفات الإلكترونية الخاصة بالبلدان المتقدمة.

## مخاطر المخلفات الالكترونية
تعود خطورة النفايات الالكترونية إلى المواد المستخدمة في تصنيع تلك الأجهزة:
- الرصاص المكون الرئيسي لشاشات التلفاز والأجهزة اللوحية [14] حيث يعتبر من أخطر المواد السامة على الجهاز العصبي، الدورة الدموية والكلى وله تأثير أيضا على نمو الدماغ لدى الأطفال.[15]
- الزئبق يوجد في الموصلات الكهربائية واللوحة الام (Motherboard) ويشكل خطر على الجهاز التنفسي والدماغ واضرار على الجلد.[16]
- الزرنيخ يوجد في المصابيح الكهربائية (LEDs) [17] فالتعرض المزمن للزرنيخ يؤدي إلى أمراض مختلفة في الجلد وتقلل من سرعة التوصيل العصبي ويمكن أن يسبب سرطان الرئة وغالبا ما يكون قاتلا.[18]

- الكروم سداسي التكافؤ يوجد عادة في الأجزاء المعدنية للمعدات الالكترونية كطلاء ضد التآكل في المسامير والإطارات والمقابس فالجسم يمكن ان يمتصه بكل سهوله وخطورته تكمن في تسمم الخلايا مثل الأضرار التي تلحق بالحمض النووي (DNA)[17]
- الكادميوم يوجد في البطاريات وبعض الموصلات الكهربائية [19] تعتبر الكادميوم ماده سامه حيث يؤدي استنشاقها إلى اضرار بالغه في الرئتين ويسبب أيضا تلف الكلى. [15]

## طرق تدوير المخلفات الالكترونية
- توفير مصانع متخصصة لتدوير النفايات الالكترونية وإعادة استخدامها بالطرق الصحيحة.
- القيام بحملات توعوية للمجتمع في بيان ضرر النفايات الالكترونية.
- استخدام اجهزه إلكترونية بمواصفات عالية الجودة وتجنب شراء الأجهزة المقلدة.
- الصيانة الدورية للأجهزة الالكترونية والكهربائية الموجودة في المنازل.
- تشجيع البحث العلمي في مجال التأثيرات التي تنجم من النفايات الالكترونية على البيئة والصحة.
- وضع معايير واشتراطات للسلامة الصحية والبيئية للشركات المصنعة للأجهزة الالكترونية [20]